# 이르빙 로사노
이르빙 로드리고 로사노 바에나(스페인어: Hirving Rodrigo Lozano Bahena, 1995년 7월 30일 ~ )는 멕시코의 축구 선수로 현재 미국 메이저 리그 사커의 샌디에고 FC에서 윙어로 활동 중이다.

## 수상

#### 우승
- 리가 MX : 2016
- 북중미 챔피언스리그 : 2016-17
- 에레디비시 : 2017-18
- 코파 이탈리아 : 2019-20
- 북중미 U-20 선수권 대회 : 2015
- 세리에 A : 2022-23

#### 개인
- 북중미 U-20 선수권 득점왕 : 2015
- 북중미 U-20 선수권 대회 베스트 : 2015
- 리가 MX 올해의 팀 : 2016
- 리가 MX 최우수 미드필더 : 2016
- 에레디비시 올해의 팀 : 2017-18
- 북중미 챔피언스리그 득점왕 : 2016-17
- 북중미 챔피언스리그 영플레이어 : 2016-17
- 북중미 올해의 선수 : 2018
- 북중미 올해의 팀 : 2016, 2017, 2018, 2021
- 2018년 FIFA 월드컵 맨 오브 더 매치 : vs. 독일 (조별리그)

틀:샌디에고 FC 선수 명단